# Prionacalus giovannii
Prionacalus giovannii är en skalbaggsart som beskrevs av Hüdepohl 1985. Prionacalus giovannii ingår i släktet Prionacalus och familjen långhorningar. Inga underarter finns listade i Catalogue of Life.